# Eurema alitha
Eurema alitha là một loài bướm ngày thuộc chi Eurema. Nó được C. & R. Felder miêu tả đầu tiên năm 1862 là Terias alitha. Nó được tìm thấy ở Đông Nam Á.

## Phân loài
- E. alitha alitha (Mindanao)
- E. alitha basilana (Basilan)
- E. alitha djampeana (Tanahdjampea)
- E. alitha garama (Sulu Islands)
- E. alitha gradiens (miền bắc Borneo)
- E. alitha jalendra (Palawan)
- E. alitha novaguineensis (Papua)[cần định hướng]
- E. alitha samarana (Samar)
- E. alitha sanama (Sulu Islands)
- E. alitha sangira (Sangi)
- E. alitha zita (Sulawesi)